# Henry Maradiaga
Henry Alberto Maradiaga Galeano (5 febbraio 1990) è un calciatore nicaraguense, portiere del Real Estelí.

## Carriera

### Club
Ha sempre giocato nel campionato nicaraguense.

### Nazionale
Ha debuttato in Nazionale nel 2018.